# ال ارنست گارسیا
ال ارنست گارسیا (انگلیسی: Al Ernest Garcia؛ ۱۱ مارس ۱۸۸۷ – ۴ سپتامبر ۱۹۳۸) هنرپیشه و کارگردان اهل ایالات متحده آمریکا بود. از فیلم‌هایی که وی در آن نقش داشته است، می‌توان به سیرک اشاره کرد.